# Independiente Trelew
Club Atlético Independiente de Trelew, często nazywany CAI Trelew – argentyński klub piłkarski z siedzibą w mieście Trelew, leżącym w prowincji Chubut.

## Osiągnięcia
- Udział w mistrzostwach Argentyny Nacional: 1972
- Mistrz prowincjonalnej ligi Liga de Fútbol „Valle del Chubut” (11): 1950 Regional, 1965 Preparación, 1966 Preparación, 1968 Preparación, 1971 Preparación, 1971 Oficial, 1973 Preparación, 1976 Preparación, 1984 Oficial, 1987 Preparación, 2009 Apertura

## Historia
Klub założony został 30 sierpnia 1916 roku i gra obecnie w lidze prowincjonalnej Liga de Fútbol „Valle del Chubut”.